# 布尔根兰州瓦勒恩
布尔根兰州瓦勒恩是奥地利布尔根兰州滨湖新锡德尔县的一个市镇。总面积33.87平方公里，总人口1978人，人口密度58.4人/平方公里（2001年）。